# Green Island (Ohio)
Green Island est une petite île du lac Erié située  au sud-ouest du canton de Put-In-Bay (en) dont elle fait partie. dans le comté d'Ottawa (Ohio aux USA).

## Historique
Green Island se trouve à l'ouest de l'île Bass Sud et fait partie de l'archipel des îles Bass.
Le gouvernement américain a acheté Green Island en décembre 1851.
Le phare a ensuite été construit sur l'île en 1855. Le gardien le plus célèbre du phare était le colonel Charles F. Drake, qui a vécu sur l'île avec sa famille jusqu'à ce que le phare brûle en fin d'année 1863. Un nouveau phare de deux étages a été construit sur l'île en 1864. Il est resté actif jusqu'en 1939, lorsque la Garde côtière l'a remplacé par une tour squelettique avec une lumière automatisée sur le dessus.
Green Island est actuellement un refuge faunique, géré par l'Ohio Department of Natural Resources (en), et n'est plus ouvert au public.

## Galerie

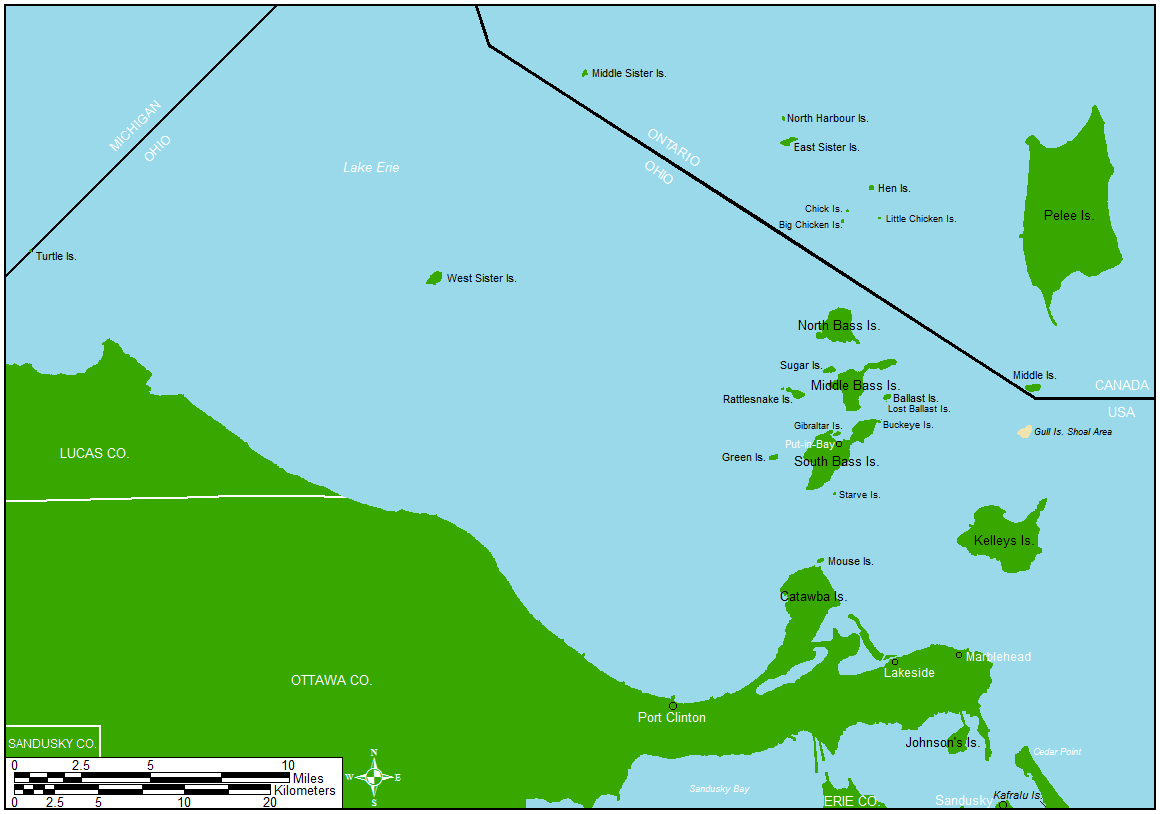
Localisation de Green Island
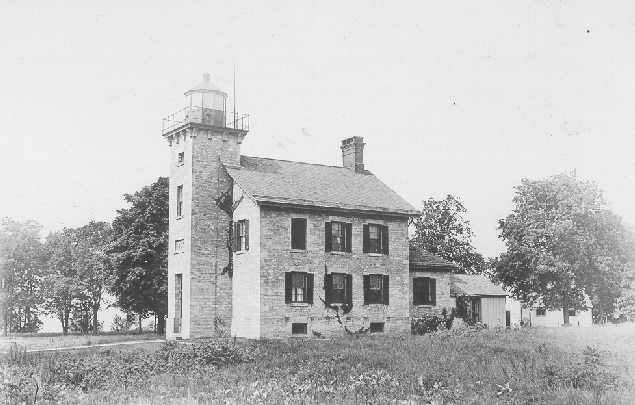
L'ancien phare